# Ур-Забаба
Ур-Забаба (шум. ur-dza-ba4-ba4; «Почитатель Забабы»)  — царь (лугаль) Киша, правил приблизительно в 2322 — 2316 годах до н. э. Указан в списке царей Шумера и Аккада, в котором также отмечено, что Саргон Древний до восшедствия на престол был кравчим у Ур-Забабы.
Сын Пузур-Суэна, внук царицы Ку-Бабы. Ур-Забаба потерпел поражение от царя Южношумерского государства Лугальзагеси. Правил 6 лет.

## Легенда о Саргоне
В шумерской легенде о Саргоне, Ур-Забаба, проснувшись, по неизвестной причине решает назначить Саргона кравчим. Вскоре после этого, Ур-Забаба призывает Саргона обсудить испугавший его сон с благосклонностью к нему богини Инанны.
Вскоре после этого, испуганный Ур-Забаба посылает Саргона в Урук к Лугальзагеси, вручив ему письмо, которое предлагает Лугальзагеси убить Саргона.